# Frauenmorde von Ciudad Juárez
Als Frauenmorde von Ciudad Juárez wird eine seit mindestens Anfang der 1990er-Jahre andauernde Mordserie in der nordmexikanischen Grenzstadt Ciudad Juárez bezeichnet. Seit 1993 wird in den internationalen Medien über diese Mordfälle berichtet. Die Opfer werden entführt, gefoltert und zumeist nach einigen Tagen bis einigen Wochen gefesselt auf Brachflächen außerhalb der Stadt abgelegt. Die Leichen weisen in der Regel Spuren von Gewaltanwendungen auf, manche Leichen wurden enthauptet oder verstümmelt. Die meisten Morde wurden bisher nicht aufgeklärt. Es werden unterschiedliche Männergruppen hinter den Taten vermutet.
Auch Ende des 2010er-Jahrzehnts war Ciudad Juárez ein Ort der Gewalt gegen Frauen. So suchten im Jahr 2019 etwa 1300 Frauen Hilfe beim örtlichen Fraueninstitut, das Beratungen durch Anwälte, Sozialarbeiter und Psychologen anbietet und Notrufsäulen in der Stadt aufgestellt hat.

## Motive
Die genauen Motive sind, ebenso wie die Täter, fast drei Jahrzehnte nach den ersten dokumentierten Femiziden in Ciudad Juaréz nicht restlos aufgeklärt –  es gibt aber zahlreiche Theorien und Mutmaßungen. Eine breit aufgestellte Recherche, welche diese verschiedenen Erklärungsansätze vorstellt und mit Zeugenaussagen belegt, wurde zuletzt im Rahmen der zehnteiligen Podcastreihe Forgotten: Women of Júarez durchgeführt, welche seit 2021 auch auf Deutsch und Spanisch verfügbar ist. Die binationale Journalistin Mónica Ortiz Uribe entfaltet darin „das systematische Problem, das sich in mehreren Wellen von Feminiziden und mit mehreren (möglichen) Tätern und Täterorganisationen offenbart.“
Die geographische Lage der Grenzstadt sowie geschichtliche, gesellschaftliche und politische Umstände tragen dazu bei, dass in Ciudad Juarez eine besondere Situation der Vulnerabilität für junge Mädchen und Frauen entstehen konnte. Illegaler Schmuggel besteht schon seit Zeiten der Prohibition in den Vereinigten Staaten, sodass die kriminellen Strukturen für Waffen- und Drogenhandel sich daraus schnell entwickeln konnten. Durch das Freihandelsabkommen NAFTA wurde die Entstehung von US-amerikanischen Montagefabriken (sogenannte Maquiladoras) in Grenznähe begünstigt. Dort werden vor allem Frauen zu prekären Löhnen beschäftigt, welche auf ihren häufig langen, unsicheren Wegen zwischen Wohnung und Arbeitsstelle entführt und ermordet wurden – der Grund, weshalb die Mordserien auch als „Maquiladora Murders“ bezeichnet wurden.
Diana Washington Valdéz, Journalistin der El Paso Times und Autorin des Buches The Killing Fields: Harvest of Women, geht davon aus, dass mehrere Täter und Gruppierungen mit verschiedenen Motiven an den Feminiziden beteiligt waren: „Nach den wenigen glaubwürdigen Indizien der Untersuchungen und nach Meinung des FBI sind verschiedene Verdächtigte am sogenannten Feminizid oder Geschlechtermord beteiligt. Darunter mehrere Serienkiller, die aber nie verhaftet wurden, zwei brutale Banden, die Frauenmord als Mutprobe für neue Mitglieder sehen oder Drogendealer. Auch Trittbrettfahrer stehen im Verdacht. Dass sich die Verbrechen deutlich gegen Frauen wenden, legt eine Art von Machtdemonstration entweder von Individuen oder Gruppen nahe.“
Es gibt zahlreiche Hinweise darauf, dass die Polizeibehörden in Ciudad Juárez Ermittlungen zu den Frauenmorden gezielt verschleppt und sabotiert haben. Unter anderem der Autor Ed Vulliamy vertritt  die Ansicht, dass Polizeibeamte in die Entführung von Mädchen und jungen Frauen auch aktiv involviert waren und im Auftrag von Drogenkartellen oder lokalen Eliten handelten, welche die Opfer sexuell missbrauchten und anschließend ermordeten, um Spuren zu verwischen.
Obwohl die zwischen 2008 und 2013 extrem hohe Mordrate in Ciudad Juárez seit dem politisch proklamierten Ende des Drogenkriegs in Mexiko gesunken ist, hat die Anzahl der erfassten Feminizide seitdem zugenommen. Diese finden in einem generellen Umfeld von geschlechtsspezifischer Gewalt und häuslicher Gewalt statt, verschärft durch faktische Straflosigkeit aufgrund von weiterhin bestehenden Mängeln im Justizsystem und Korruption. Die Ermordung von Frauen und Mädchen durch Drogenkartelle und organisierte kriminelle Gruppierungen wie Los Aztecas  erfolgt in Ciudad Juárez weiterhin im Kontext von Zwangsprostitution und Menschenhandel oder zur Vertuschung anderer krimineller Aktivitäten.
Am 18. Januar 2020 wurde die Aktivistin Isabel Cabanillas de la Torre, die sich im feministischen Kollektiv Hijas de su Maquilera Madre für Frauenrechte in Ciudad Juárez engagiert hatte, erschossen aufgefunden. Ihre Ermordung ist nur ein Beispiel für kontinuierliche gewaltvolle Repressionen gegen Medienvertreter und zivilgesellschaftliche Akteure, die sich für die Aufklärung und ein Ende der Feminizide einsetzen. Insofern ist ein weiteres Motiv für Frauenmorde in Ciudad Juárez auch die gezielte Einschüchterung oder Ermordung von Personen, die versuchen, die dahinter liegenden Strukturen sichtbar zu machen oder zu beseitigen.

## Anzahl der Opfer
Die Anzahl der Opfer ist nicht genau bekannt, zumal die ohnehin hohe Anzahl von Gewaltopfern in Mexiko – auch im Zusammenhang mit dem Drogenkrieg – nicht immer ein sicheres Motiv zulässt.
Laut Amnesty International wurden bis zum Februar 2005 mehr als 370 Leichen gefunden und über 400 Frauen gelten als vermisst. Anderslautenden Angaben zufolge sollen es über 600 sein. Der mexikanische Menschenrechtsbeauftragte José Luis Soberanes sprach im November 2005 von bis dahin 28 ermordeten Frauen im laufenden Jahr, und dass die Stadt „eine Schande für das Land“ sei. Ein UN-Bericht weist auf die Schätzungen der Autorin Julia Estela Monárrez Fragoso hin, die die Anzahl der Opfer mit 740 im Zeitraum 1993 bis 2009 angegeben habe.
Einem Bericht der mexikanischen Onlinezeitung la rednoticias.com zufolge sind 76 Opfer allein von Januar bis September 2009 umgebracht worden. Diese Anzahl habe sich im Folgejahreszeitraum von Januar bis September 2010 auf 177 Opfer mehr als verdoppelt. Laut New York Times sind allein 2010 insgesamt 304 Frauen umgebracht worden. Imelda Marrufo Nava vom Netzwerk „Mesa de Mujeres de Ciudad Juárez“ spricht von insgesamt 915 ermordeten Frauen. Nach Amnesty International-Informationen sind 320 Frauen allein 2011 getötet worden und es gebe Quellen, die davon ausgingen, dass seit der zweiten Welle ab 2009 – mit ihrem Höhepunkt 2010 – mehr Mädchen und Frauen ermordet worden seien als in den gesamten 15 Jahren zuvor.
Es wird allgemein übereinstimmend berichtet, dass sich die Kriminalitäts- und speziell die Mordrate in Ciudad Juárez aktuell deutlich verringert habe. So sind 2012 laut Joy Strickland von der Organisation Mothers Against Teen Violence 82 Opfer – und 115 vermisste Frauen und Mädchen – registriert worden.
Die meisten Frauen waren zur Zeit ihrer Tötung oder ihres Verschwindens zwischen 13 und 25 Jahre alt. Viele der Opfer arbeiteten in den Maquilas, Fabriken multinationaler Konzerne, die in Grenznähe errichtet wurden. Bei 137 Opfern konnte die Anwendung sexueller Gewalt festgestellt werden. 75 Leichen konnten nicht identifiziert werden, da sie zu stark entstellt waren.
Mexiko
In ganz Mexiko wurden im Jahr 2019 rund 3800 Morde an Frauen registriert, fast ein Drittel eingestuft als Femizid. Alleine im April 2020 wurden mutmaßlich 337 Frauen ermordet, die höchste Zahl seit 2015, dem Beginn der statistischen Erfassung. Mutmaßlich 70 waren Opfer eines Femizids (21 %). Die offizielle Statistik gibt 97,6 Mordopfer pro Tag für 2019 an, diese Zahl stieg im ersten Halbjahr 2020 auf 98,8 pro Tag. Mexikos Sicherheitsminister Alfonso Durazo erklärte im Juli, dass 489 Frauen Opfer von Femiziden gewesen seien, rund 3 % der insgesamt 17.982 Mordopfer. Im Vergleich zu den 448 ermordeten Frauen im ersten Halbjahr 2019 war dies ein Anstieg von rund 9,2 %; die Zahlen lagen in 2018 noch niedriger.

## Verhaftungen
Zahlreiche Menschen wurden als Verdächtige im Zusammenhang mit den Morden verhaftet. Der mexikanischen Polizei wird vorgeworfen, dass gegen viele der Verdächtigen keine oder nur unzureichende Beweise vorlagen und deshalb die vermeintlichen Täter wieder aus der Untersuchungshaft entlassen werden mussten. Zusätzlich wird sie beschuldigt, Geständnisse erpresst zu haben, Beweise zu vertuschen und sogar selbst Frauen zu entführen. 2005 wurde der Busfahrer Víctor Javier García Uribe im Revisionsverfahren freigesprochen; zuvor war er auf Grundlage eines erzwungenen Geständnisses für den Mord an acht Frauen zu 50 Jahren Haft verurteilt worden.
Der erste Verdächtige, der verhaftet wurde, war der ägyptischstämmige Chemiker Abdul Latif Sharif. Er war 1994 nach Ciudad Juárez geflohen, um seiner drohenden Abschiebung zu entgehen. Ihm wurden in den USA mehrere Vergewaltigungen vorgeworfen. Nachdem er 1995 für den Mord an einer jungen Arbeiterin verurteilt worden war, nahm die Polizei zwei Gruppen junger Männer fest. Diese behaupteten, Sharif habe sie aus dem Gefängnis heraus bezahlt, damit die Morde weitergingen und so seine Unschuld bewiesen werde. Trotz der Verhaftung von Sharif und seinen angeblichen Mittätern hörten die Morde nicht auf, was zu Spekulationen führte, dass die wirklichen Täter noch auf freiem Fuß seien oder die ursprünglichen Täter gefasst seien und seitdem Nachahmungstäter die Morde fortsetzen.
2003 wurde Cristina Escobar González ermordet. Der Täter wurde verhaftet, als er versuchte, ihren von Spuren schwerer Misshandlungen übersäten Körper in den Kofferraum seines Wagens zu verstauen. Er sagte aus, sie in Notwehr getötet zu haben, und wurde zu drei Jahren Freiheitsentzug verurteilt. Diese geringe Strafe wird von Menschenrechtsorganisationen als Indiz für Korruption bei den zuständigen Justizbehörden interpretiert.
Im Juni 2013 wurden zwölf Personen – zehn Männer und zwei Frauen – festgenommen, die elf junge Frauen getötet haben sollen, nachdem sie diese gewaltsam zu Prostitution und Drogenverkäufen gezwungen hätten. Die Frauen seien nicht mehr nützlich gewesen, sie seien dann umgebracht und in einem verlassenen Tal in der Nähe der Stadt abgeladen worden.

## Kritik an den Ermittlungen

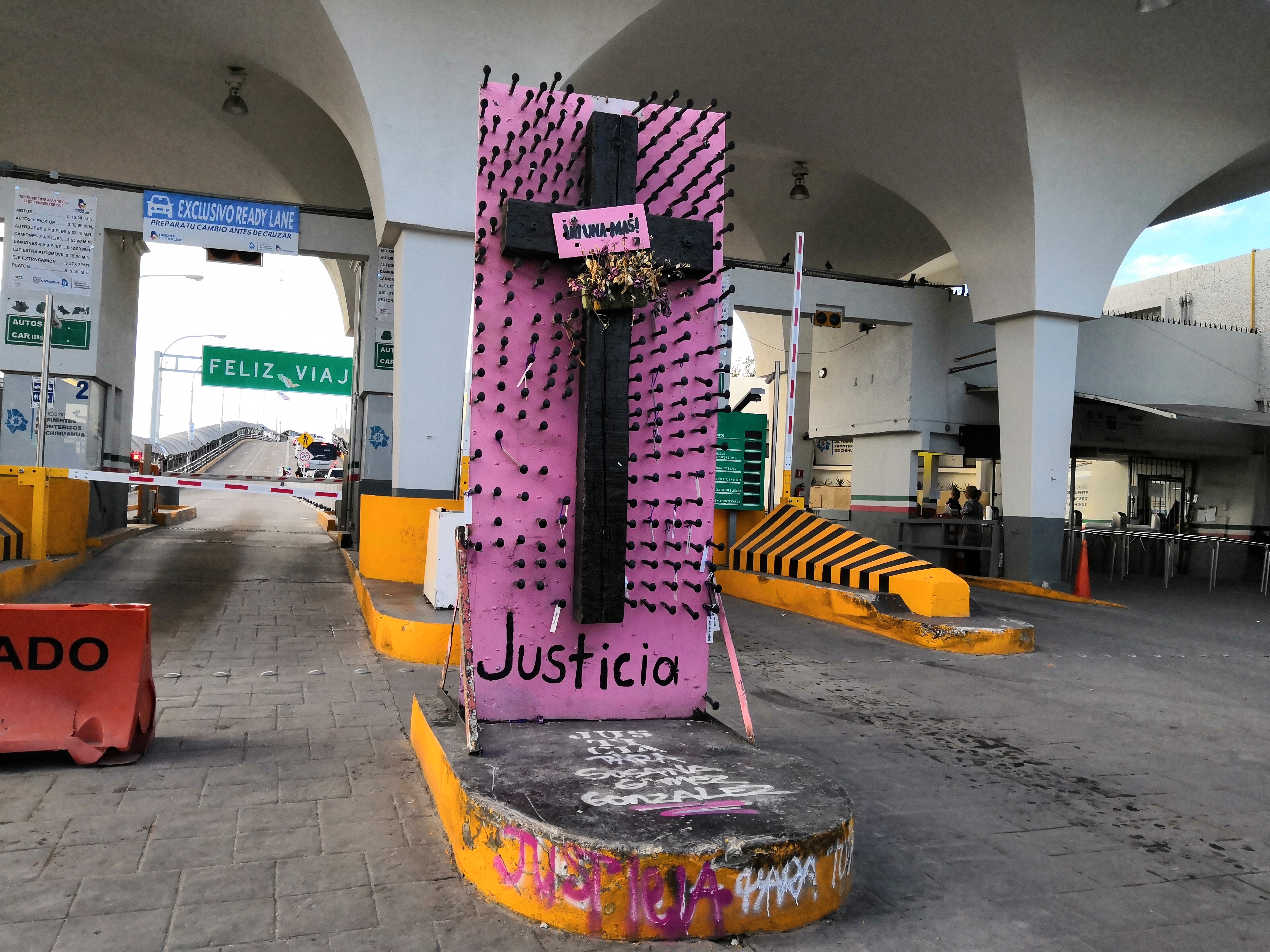
Ein Mahnmal für die Feminizide in Ciudad Juárez am Grenzübergang zu El Paso fordert Justicia – Gerechtigkeit für die Opfer.

Da die Mordserie bis heute⁶ nicht gestoppt werden konnte, sehen sich die mexikanischen Ermittlungsbehörden wachsender Kritik aus dem In- und Ausland ausgesetzt. Den Ermittlungsbehörden wird Korruption, Inkompetenz und die Einschüchterung von Zeugen vorgeworfen. Besonders kritisiert wird, dass die einheimischen Behörden den Spuren des zu Hilfe geholten FBI nicht weiter nachgehen. Die Mordserie dauert trotz zahlreicher Verhaftungen weiter an. Die mexikanischen Behörden bestreiten die Existenz von Serienmorden in Juárez. So sollen laut Bericht der Generalstaatsanwaltschaft über 60 % der offiziell registrierten Morde wegen innerfamiliärer Konflikte begangen worden sein. Über 30 % sollen sich laut der Ombudsfrau Patricia Gonzáles im Drogen- und Prostitutionsmilieu abgespielt haben.
Angehörige der Opfer beklagen, dass sie von den zuständigen Behörden nicht ernst genommen würden und keine oder falsche Antworten zum bisherigen Ermittlungsstand erhalten.
Im Februar 2002 wurde der Anwalt Mario Escobedo Anaya, der den Angeklagten Gustavo González Meza verteidigte, von Polizeibeamten erschossen. Die Beamten behaupteten, in Notwehr gehandelt zu haben. Augenzeugen widersprachen den Aussagen der Beamten, dennoch wurde der Tod des Anwalts nicht weiter untersucht.
Als Hintergrund für die Frauenmorde gilt allgemein der in Ciudad Juárez von den Gangs organisierte internationale Menschenhandel mit jungen Frauen für die Prostitution. Die Frauen werden dabei nach der Entführung zumeist geschlagen, mit Drogen hörig gemacht und ihren Familien entwöhnt. Frauen, die sich auch dann noch nicht auf ein neues Leben als Prostituierte einlassen wollen, werden getötet und entsorgt, insbesondere um die anderen Frauen abzuschrecken.
Andererseits kommen viele Frauen auch als Drogenkuriere um, wenn sie von konkurrierenden Kartellen aufgegriffen werden. Oft werden in Mexiko noch viele Jahre später Massengräber mit den Leichen lange vermisster Personen gefunden. Verbreitet ist bei Drogenkartellen auch die völlige Auflösung der Leichen in Säure, wie z. B. hundertfach durchgeführt durch das verhaftete Tijuana-Kartellmitglied Santiago Meza Lopez.
Aus Sicht der mexikanischen Justiz gibt es keine spezielle Frauenmordserie. Es gibt nur die sehr zahlreichen weiblichen Opfer im mexikanischen Drogenkrieg, deren Vermisstenzahlen bis heute nicht nachgelassen haben.
Seit die Jugendstrafen für Mord ab 2012 verdreifacht wurden, ist die Zahl der Frauenopfer drastisch zurückgegangen.

## Weitere Reaktionen
Am 30. Mai 2005 sagte der mexikanische Präsident gegenüber Journalisten, dass die Mehrzahl der Morde in Juárez aufgeklärt worden sei und die Schuldigen hinter Gittern säßen. Er kritisierte die Medien dafür, dass sie dieselben 300 bis 400 Morde immer wieder aufwärmten, und sagte, dass die Taten im richtigen Zusammenhang gesehen werden müssten.
Die Mütter, Familien und Freunde der Opfer haben sich in der NHRC (Nuestras Hijas de Regreso a Casa – Unsere Töchter sollen nach Hause zurückkehren) organisiert. Das Ziel der Organisation ist, die Öffentlichkeit auf die Situation in Juárez aufmerksam zu machen, Druck auf die Regierung auszuüben und das öffentliche Schweigen zu brechen, das die Straflosigkeit der Täter erst ermöglicht. Sie verlangen, dass die seit langer Zeit ungeklärten Morde endlich ordentlich untersucht und aufgeklärt werden. In Juárez werden sie wegen ihrer Arbeit bedroht und angefeindet.
Ein Netzwerk (red) von 10 weiteren zivilgesellschaftlichen Organisationen, das die Lebenssituation von Frauen in der Stadt verbessern und ihre Rechte stärken will, ist Mesa de Mujeres Ciudad Juarez (MMJ). Die mexikanische Juristin Imelda Marrufo Nava gründete das Frauennetzwerk gemeinsam mit anderen Aktivistinnen im Jahr 2001 und wurde für ihr Engagement gegen genderspezifische Gewalt von der Heinrich-Böll-Stiftung 2014 mit dem Anne-Klein-Frauenpreis geehrt.

## Rezeption in den Medien
- 1999 thematisierte Tori Amos die Morde in dem Song Juárez auf ihrem Album To Venus and Back.
- 2000 machte die Band At the Drive-In mit ihrem Song Invalid Litter Dept.aus dem Album Relationship of Command und dem dazugehörigen Musikvideo auf das Geschehen in Juárez aufmerksam.
- 2001 wurde von Lourdes Portillo die erste Dokumentation über die Opfer gedreht und veröffentlicht: „Señorita Extraviada“.
- 2004 erschien Roberto Bolaños Roman 2666, in dessen Zentrum eine sehr ähnliche Mordserie in der fiktiven Stadt Santa Teresa im Bundesstaat Sonora steht.
- 2005 erschien Alicia Gaspar de Albas Roman „Desert Blood“, welcher die Juarez-Morde aus der Perspektive einer homosexuellen Frau thematisiert.
- 2006 veröffentlichte Zulma Aguiar eine Dokumentation über die Morde; die Mütter von Juárez kämpfen gegen die Frauenmorde. Sie wurde dabei von der NHRC unterstützt.
- 2006 erschien der Spielfilm The Virgin Of Juarez von Regisseur Kevin James Dobson mit Minnie Driver und Esai Morales
- 2007 erschien der Film Bordertown (mit Jennifer Lopez und Antonio Banderas), der sich ebenfalls des Themas der Morde in Juarez annimmt.
- 2007 erschien „Las Hijas de Juarez (Daughters of Juarez): Un auténtico relato de asesinatos en serie al sur de la frontera“ von Teresa Rodriguez & Diana Montané. Auf Englisch: „The Daughters of Juarez: A True Story of Serial Murder South of the Border“. Eine ausführliche non-fiktionale Behandlung des Themas.
- 2009 erschien der Film Das Paradies der Mörder des mehrfach ausgezeichneten mexikanischen Regisseurs Carlos Carrera. Der Film handelt von einer jungen Kommissarin (Ana de la Reguera), die gerade erst ihren Dienst in Juárez angetreten hat und versucht, die Frauenmordserie in der Grenzstadt aufzuklären. Der Film war 2010 der mexikanische Beitrag im Rennen um den besten fremdsprachigen Film im Vorfeld der Oscarverleihung 2010.
- 2011 erschien The Dead Women of Juarez, ein Kriminalroman von US-Autor Sam Hawken, der sich mit den Juarez Morden befasst. 2012 erschien die deutsche Übersetzung von Joachim Körber: Die toten Frauen von Juarez. Der Kriminalroman greift zurück auf die Schilderungen des non-fiktionalen Buches von Teresa Rodriguez & Diana Montané The Daughters of Juarez: A True Story of Serial Murder South of the Border.
- In der 2013 erschienenen Serie The Bridge – America mit Diane Kruger und Demian Bichir werden die Morde in Staffel 1 als Nebenhandlung thematisiert.
- Eine Szene des Thrillers The Counselor spielt auf die Frauenmorde in Juarez an.
- In der dritten Staffel der Serie Narcos: Mexico werden die Frauenmorde in Juarez ausführlich behandelt. Der Polizist Victor Tapia bemerkt sich häufende, misshandelte Leichen und versucht im Verlauf der Serie vergeblich einen eindeutigen Mörder zu identifizieren.